# Sabatinca lucilia
Sabatinca lucilia is een vlinder uit de familie van de oermotten (Micropterigidae). De wetenschappelijke naam van de soort is voor het eerst geldig gepubliceerd in 1920 door Clarke.